# Tribal house
Tribal house é um subgênero de house music que combina house music tradicional com world music. É semelhante em estrutura a deep house, mas fornece elementos de percussões musicais étnicas ou indígenas.

## História
No final da década de 1980, a house passava por várias fusões de outros estilos. Quando os quatro no padrão do piso foram misturados com polirritmia, a tribal house começou.
A Tribal House ganhou proeminência dos lançamentos dos selos Cafe latte Tribal Amy, em menor grau, da Strictly Rhythm Records.[carece de fontes?] A música era um grampo nos clubes os mais proeminentes de New York como a fábrica da som e o Roxy NYC. A infâmia da Tribal America Records dentro deste subgênero resultou de seus lançamentos globalmente populares de Danny Tenaglia, Júnior Vasquez, Deep Dish, Eric Kupper (também conhecido como K-Scope) e Murk, entre outros. Essa popularidade levou à formação de uma sub-selo do Reino Unido, a Tribal United Kingdom. O selo também ajudou a lançar artistas europeus como Farley & Heller, Salt City Orchestra, The Underground Sound Of Lisbon e outros que produziram neste estilo.

## Elementos estilísticos
Em muitas faixas na tribal house, é raro encontrar uma melodia central ou um som de sintetizador prolongado, como aqueles encontrados em house musics e estilos de música eletrônica semelhantes. Em vez disso, faixas de house tribais dependem de sofisticados padrões de bateria para seu ritmo. Uma faixa pode consistir em vários sons de bateria diferentes, como tambores africanos, olodum e influências da música típica indiana e até acrescentado gritos de tribos, sons de animais como pássaros com melodias profundas, como na deep house.
Não existe uma definição clara de house music tribal, em vez disso, as faixas são geralmente classificadas ou percebidas como tribais devido ao seu som ao vivo. Tribal house é uma reminiscência da música étnica de várias tribos da África e da América do Sul, e não é incomum para esta música apresentar canto e ululação como uma cappella. A música tribal pode ser produzida com instrumentos ao vivo (ou seja, com bateria e instrumentos reais) ou instrumentação digital: no entanto, a música produzida ao vivo, no sentido mais puro, é vista como étnica, enquanto a tribal digital é chamada de "tribal house".
A tribal house é uma fusão de vários estilos de música eletrônica (veja a latin house), e pode variar de edificante e alegre a escura e agressiva de humor. Pode às vezes distorcer os limites entre o dark house, que é um desdobramento da progressive house, e tech house, uma batida de percussão house mais "techno- driven", mais nítida, como se misturando Intelligent dance music e Minimal techno.

## Popularidade atual
A tribal house é atualmente o principal gênero de música de dança tocada na cena do Circuito, grandes eventos de dança semelhantes a festivais realizados em todo o mundo que podem ser descritos como o equivalente a uma festa rave. Embora este seja o termo geral geralmente usado para descrever a música tocada nesses eventos, a música real tocada por disc-jóqueis geralmente será uma gama mais ampla de subgêneros dentro da house music, mas freqüentemente mantendo uma característica de house tribal no som das faixas escolhidas. Esta música entrou em cena pela primeira vez na década de 1990 através dos lançamentos de gravadoras como Tribal America.
No início dos anos 2000, a tribal house se transformou em um som muito duro e repetitivo, que era freqüentemente descrito como "panelas e frigideiras" por sua suposta semelhança com o som produzido por essas panelas juntas. Em meados dos anos 2000, o som mudou para incorporar mais vocais, talvez como uma reação à extremidade do som das panelas e frigideiras. Atualmente, os remixes de tribal house tocados por DJs frequentemente são as versões dub, remixes que usam apenas vocais mínimos da trilha original, com a música frequentemente em uma tom menor para que pareça mais ousada e mais tribal, ao contrário da chave principal mais club remix mainstream pode usar.